# Henry Coddington
Henry Coddington (1798/9, Oldbridge, Condado de Meath — 3 de marzo de 1845, Roma) fue un filósofo inglés, miembro ("fellow") y tutor del Trinity College, (Cambridge)  y clérigo de la Iglesia  de Inglaterra.

## Semblanza
Henry Coddington era hijo de Latham Coddington, Rector de Timolin, en Kildare. Admitido al Trinity College de la Universidad de Cambridge en 1816, se graduó como Senior Wrangler en 1820, y recibió el primer premio Smith. Recibió su maestría en 1823, y obtuvo una beca y una sub-tutoría en su universidad. Se retiró de la universidad, trasladándose  a Ware en Hertfordshire. Coddington fue vicario de Ware desde 1832 hasta 1845. Durante el desempeño de sus deberes clericales sufrió un ictus, lo que debilitó fatalmente su salud. Se le recomendó pasar un tiempo en un clima más cálido para mejorar su salud. Viajó a Italia, muriendo en Roma el 3 de marzo de 1845.

## Familia
Se casó con una hija del doctor Batten, rector del Haileybury College. La pareja tuvo siete hijos.

## Legado
Escribió principalmente libros sobre óptica, en particular An Elementary Treatise on Optics. También mejoró, haciéndola muy popular, la lupa Coddington. Fue elegido "Fellow member" de la Royal Society en febrero de 1829.

## Premios
Su nombre aparece en la primera lista de miembros de la British Association ('Asociación británica). Fue uno de los miembros más tempranos de la Royal Astronomical Society, fue "Fellow member" de la Royal Geographical Society y de la Royal Society, a cuyo consejo perteneció en 1831 y 18322.